# Araegeus mimicus
Espèce
Araegeus mimicus est une espèce d'araignées aranéomorphes de la famille des Salticidae.

## Distribution
Cette espèce est endémique du Limpopo en Afrique du Sud,. Elle se rencontre vers Potgietersrus.

## Description
La femelle holotype mesure 5 mm.

## Publication originale
- Simon, 1901 : Études arachnologiques. 31e Mémoire. L. Descriptions d'espèces nouvelles de la famille des Salticidae (suite). Annales de la Société Entomologique de France, vol. 70, p. 66-76 (texte intégral).